# Voorzitter van de Staatsraad

Staatsraadvoorzitter of voorzitter van de staatsraad is een vervangende functie voor het ambt van president. In sommige voormalige communistische landen kende men als onderdeel van de uitvoerende macht een staatsraad (DDR, Bulgarije, Polen, Roemenië), samengesteld uit de voornaamste partij- en staatsleiders. Deze staatsraad trad op als collectief staatshoofd. De voorzitter van de staatsraad bekleedde een ceremoniële rol (ontvangst buitenlandse diplomaten, voorzitten van vergaderingen, openen van evenementen en zo voort). Wanneer het ambt echter verenigd was met dat van partijsecretaris van de communistische partij, dan bezat de voorzitter veel uitgebreidere bevoegdheden, zoals Erich Honecker en Todor Zjivkov.
Hij werd bij afwezigheid vervangen door de plaatsvervangend voorzitter van de Staatsraad.

## In diverse landen
- Voorzitter van de Staatsraad (Bulgarije)
- Voorzitter van de Staatsraad (Duitse Democratische Republiek)
- Voorzitter van de Staatsraad (Kampuchea)
- Voorzitter van de Staatsraad (Polen)
- Voorzitter van de Staatsraad (Roemenië)
- Voorzitter van de Staatsraad (Vietnam)